# 빠위나 통숙
빠위나 통숙(태국어: ปวีณา ทองสุก, 1979년 4월 18일~)은 태국의 전직 역도 선수이다. 2004년 하계 올림픽 여자 헤비급 종목에서 금메달을 획득했으며 세계 선수권 대회에서 금메달 1개를 획득했다.